# Мадонна с Младенцем (картина Ло Спанья)
«Мадонна с Младенцем» (итал.  Madonna col Bambino ) — картина итальянского художника эпохи Высокого Возрождения умбрийской школы Ло Спанья из собрания Государственного Эрмитажа.
На картине на фоне холмистого пейзажа изображена Дева Мария с младенцем Христом. Вокруг их голов тонкой золотой линией обозначены нимбы. В левой руке Младенец держит ключи «от дома Давидова» — символ дарованного могущества, а также разрешающей и запрещающей силы (Ис. 22: 22: «И ключ дома Давидова возложу на рамена его; отворит он, и никто не запрет; запрет он, и никто не отворит»).
Ранняя история картины неизвестна, предполагается, что она была написана около 1515 года. Около 1864—1865 годов она как произведение неизвестного художника была приобретена великой княгиней Марией Николаевной у флорентийского антиквара Гальярди и хранилась на её вилле Кватро близ Флоренции. После смерти Марии Николаевны картина была унаследована её дочерью Евгенией Максимилиановной Лейхтенбергской и перевезена в Санкт-Петербург. А. Трубников при описании коллекции Марии Николаевны предположил, что автором картины мог быть художник из окружения Пьетро Перуджино.
После Октябрьской революции всё имущество Лейхтенбергских было национализировано и собрание живописи передано в Эрмитаж. В 1922 году при подготовке каталога выставки картин эпохи Раннего Возрождения Э. К. Липгартом картина была определена как работа Ло Спанья, и с тех пор эта атрибуция не вызывает возражений.
Картина выставляется в Рафаэлевском зале Нового Эрмитажа (зал 229) в особой стеклянной витрине, поддерживающей отдельный микроклимат.
Изображение Мадонны очень близко к другим работам художника, подобные изображения есть в базилике Святого Франциска в Ассизи и в Городском дворце Сполето (зеркально по отношению к эрмитажной картине). Младенец напоминает Иисуса на картине Ло Спанья «Мадонна с Младенцем и святыми», находящейся в Берлинской картинной галерее.